# Tonny van Lierop
Antoine Robert Onslow "Tonny" van Lierop (Vught, 9 september 1910 – Blaricum, 31 maart 1982) was een Nederlands veldhockeyspeler.
Hij maakte deel uit van het Nederlandse hockeyteam dat op de Olympische Zomerspelen 1936 de bronzen medaille won. Hij speelde alle vijf wedstrijden op deze Spelen als verdediger. In Nederland was hij lid van de Hilversumsche Mixed Hockey Club.
Van Lierop was tevens aanwezig bij de Olympische Zomerspelen 1928, maar speelde toen geen wedstrijd.
Jan Ankerman · 
Jan Brand · 
Emile Duson · 
Gerrit Jannink · 
Adriaan Katte · 
August Kop · 
Paul van de Rovaart · 
Ab Tresling · 
Robert van der Veen · 
Hendrik Philip Visser 't Hooft · 
Rein de Waal · 
C. J. J. Hardebeck · 
T. F. Hubrecht · 
G. Leembruggen · 
H. J. L. Mangelaar Meertens · 
Otto Muller von Czernicki · 
W. J. van Citters · 
C. J. van der Hagen · 
Tonny van Lierop · 
J. J. van Tienhoven van den Bogaard · 
J. M. van Voorst van Beest · 
N. Wenholt · 
Coach: Jaap Quarles van Ufford
Ernst van den Berg · 
Piet Gunning · 
Ru van der Haar · 
Inge Heijbroek · 
Tonny van Lierop · 
Henk de Looper · 
Jan de Looper · 
Aat de Roos · 
Hans Schnitger · 
René Sparenberg · 
Rein de Waal · 
Max Westerkamp · 
Coach: Joop Wagener